# Villaornate y Castro
Villaornate y Castro es un municipio español de la provincia de León, en la comunidad autónoma de Castilla y León. Cuenta con una población de 337 habitantes (INE 2024).

## Geografía
Los municipios limítrofes con Villaornate y Castro son:
| Noroeste: Toral de los Guzmanes | Norte: Valencia de Don Juan | Noreste: Villabraz                   |
| Oeste: Algadefe y Villamandos   |                             | Este: Fuentes de Carbajal y Campazas |
| Suroeste Villaquejida           | Sur: Villaquejida           | Sureste: Campazas                    |

## Demografía
Cuenta con una población de 337 habitantes (INE 2024).
| Gráfica de evolución demográfica de Villaornate y Castro entre 1981 y 2021 |
| |
| Población de derecho según los censos de población del INE Entre el censo de 1981 y el anterior aparece este municipio porque se fusionan los municipios de Castrofuerte y Villaornate. |